# Laisvūnas
Laisvūnas ist ein litauischer männlicher Vorname, abgeleitet von laisvė („Freiheit“). Die weibliche Form ist Laisvūnė.

## Personen
- Laisvūnas Bartkevičius (* 1966),  Politiker